# 1930-as jégkorong-világbajnokság (keretek)
Az 1930-as jégkorong-világbajnokságot január 30. és február 10. között rendezték Chamonix-ban, Bécsben és Berlinben. Ez volt az első, az olimpiától független jégkorong-világbajnokság. Hivatalosan a 4. világbajnokság volt, amelyet a Nemzetközi Jégkorongszövetség szervezett. A tornát a kanadai csapat nyerte.

## Keretek

### Ausztria
- Walter Brück
- Fritz Demmer
- Jacques Dietrichstein
- Hans Ertl
- Karl Kirchberger
- Ulli Lederer
- Fritz Lichtschein
- Walter Sell
- Hans Tatzer
- Hans Trauttenberg
- Hermann Weiß
- edző: Blake Watson

### Belgium
- Hector Chotteau
- Albert Collon
- Jean de Craene
- Louis De Ridder
- Willy Kreitz
- Jules Lecomte
- Joseph Lekens
- David Meyer
- Marco Pelzer
- Jean Van Der Wouwer
- Jacques Van Reyschoot
- Willy Van Rompaey
- edző: Pierre Van Reyschoot

### Csehszlovákia
- Wolfgang Dorasil
- Wilhelm Heinz
- Karel Hromádka
- Josef Král
- Jan Krásl
- Josef Maleček
- Jan Peka
- Zbyněk Petrs
- Jaroslav Pospíšil
- Jaroslav Pušbauer
- Bohumil Steigenhöfer
- Jiří Tožička
- Tomáš Švihovec

### Franciaország
- André Charlet
- Marcial Couvert
- Raoul Couvert
- Jean-Pierre Hagnauer
- Albert Hassler
- Jacques Lacarrière
- Philippe Lefébure
- Jacques Morisson
- Charles Munz
- Léon Quaglia
- Gérard Simond
- Michel Tournier

### Japán
- Kiku Inaba
- Kiyoshi Kitagawa
- Toshihiko Shoji
- Susumo Hirano
- Seichi Hayashi
- Kiyoshi Ohga
- Kozue Kinoshita
- Towohiko Nishiuchi
- Toshio Takahashi
- edző:Seiji Yamaguchi

### Kanada
- Wally Adams
- Howard Armstrong
- Bert Clayton
- Joe Griffin
- Gordon Grant
- Don Hutchinson
- Alex Park
- Fred Radke
- Percy Timpson
- edző: Les Allen

### Lengyelország
- Tadeusz Adamowski
- Aleksander Kowalski
- Włodzimierz Krygier
- Lucjan Kulej
- Czesław Marchewczyk
- Roman Sabiński
- Tadeusz Sachs
- Kazimierz Sokołowski
- Józef Stogowski
- Karol Szenajch
- Aleksander Tupalski
- Karol Weissberg

### Magyarország
- Barcza Miklós
- Barna Frigyes
- Benyovits István
- Bikár Deján
- Blazejovsky László
- Heinrich Tibor
- Jeney Zoltán
- Krempels Péter
- Krepuska István
- Lator Géza
- Minder Sándor
- Rajnai Zoltán
- Weiner Béla
- edző: Minder Frigyes

### Nagy-Britannia
- Eric Carruthers
- Frank de Marwicz
- Norman Grace
- William Home
- Neville Melland
- Robert Mulholland
- John Rogers
- Blaine Sexton
- William Speechly

### Németország
- Rudi Ball
- Alfred Heinrich
- Erich Herker
- Gustav Jaenecke
- Franz Kreisel
- Günther Kummetz
- Walter Leinweber
- Erich Römer
- Martin Schröttle
- Marquard Slevogt

### Olaszország
- Gianmario Baroni
- Guido Botturi
- Enrico Calcaterra
- Augusto Gerosa
- Ernesto Iscaki
- Carlo De Mazzeri
- Camillo Mussi
- Francesco Roncarelli
- Gianni Scotti
- Decio Trovati
- Luigi Venosta
- Emilio Zardini
- edző:Enrico Bombilla

### Svájc
- Emil Eberle
- Robert Fuchs
- Albert Geromini
- Fritz Kraatz
- Albert Künzler
- Carletto Mai
- Heini Meng
- Albert Rudolf
- Luzius Rüedi
- Bibi Torriani
- Conrad Torriani